# Marco Rodríguez
Marco Antonio Rodríguez Moreno (Cidade do México, 10 de novembro de 1973) é um ex-árbitro de futebol mexicano. Atualmente é técnico de futebol. 
Professor de educação física com 1,79cm de altura e 81kg é fluente em espanhol e inglês. É conhecido em seu país como "Pequeno Drácula", graças ao penteado que lembra o personagem lendário de Bram Stoker.
Começou a arbitrar profissionalmente em 16 de fevereiro de 1997 e sua primeira partida internacional foi Guatemala x Paraguai em 3 de março de 1999. Arbitrou a final da Copa do Mundo de Clubes da FIFA de 2007 entre AC Milan e Boca Juniors. Se aposentou em 2014. 
Em 2019, foi contratado pelo Salamanca CF, time que disputa a terceira divisão da Espanha, para sua primeira experiência como treinador.

## Copa do Mundo
Participou da Copa do Mundo FIFA 2006 arbitrando duas partidas, ambas da primeira fase: Inglaterra 1x0 Paraguai e Costa do Marfim 3x2 Sérvia e Montenegro.
Selecionado para participar da Copa do Mundo FIFA 2010, juntamente com os assistentes e compatriotas Jose Luis Camargo e Alberto Morin.
Foi também selecionado para participar da Copa do Mundo FIFA 2014, juntamente com os assistentes e compatriotas Marvin Torrentera e Marcos Quintero. Nessa Copa, apitou o jogo entre Uruguai e Itália, que ficou famoso pela mordida do atacante uruguaio Luis Suárez ao zagueiro italiano Giorgio Chiellini. Ele também foi o árbitro da maior goleada sofrida pela Seleção Brasileira na história, vencida nas semi-finais pela seleção da Alemanha por 7 a 1 no estádio do Mineirão em Belo Horizonte (MG).